# 尼維爾攻勢
尼維爾攻勢（Nivelle Offensive）是第一次世界大戰一場由法軍於西線對德軍發動的攻勢行動，前者允諾這次的攻擊將在48小時內結束戰爭，傷亡人數也應會在一萬人上下，但最終這兩項估計都錯誤。攻勢主要分為三個階段：
1. 英國與其自治領軍隊的第1、第3與第5軍團將發動對阿拉斯的先制攻擊，旨在佔領高地位置和將德軍自法軍前線逐出。
2. 法軍以貴婦小徑為目標展開攻勢（即第二次埃納河戰役和香檳山戰役）
3. 與英軍取得聯繫，突破德軍防線。

然而以上的情況均未發生，英軍取得一些進展、加拿大軍也佔領了高地後，依舊無法突破德軍的防線。法軍於攻勢中承受了大量的傷亡，迅速引爆了士兵對戰爭儲蓄已久的壓力，前線出現了大量軍紀渙散與兵變的事件（1917年法軍大嘩變事件），法軍領導層之後也大幅度更動，尼維爾的職務亦由菲利普·貝當所取代。

## 背景
在歷經了代價高昂的索姆河與凡爾登戰役後，罗贝尔·尼韦勒於1916年12月取代了約瑟夫·霞飛成為法軍總司令，之後前者主張發動規模浩大的彈幕射擊攻勢攻擊德軍防線，法軍將可於48小時內結束戰爭而獲勝。儘管其他法軍高級軍官表示反對，尼維爾仍在得到法國總理的支持後，計畫於1917年4月16日展開攻擊行動。
尼維爾攻勢規模相當浩大，法軍於鲁瓦與兰斯間的戰線邊界佈署了約120萬名士兵和7,000門火砲，攻勢目標主要集中於德軍在贵妇小径一帶的陣地，意圖於埃納河進行猛攻，最終與其他協約軍合流。作戰於1916年12月開始策劃，但在此階段就進行得就不順利，不單是多次被延誤，計划細節還外洩，當作戰將於1917年4月展開始，德軍已對該作戰甚為了解，並已針對其準備了合適的對應措施。

## 戰鬥
攻勢以大規模的彈幕砲轟展開，隨之法軍投入步兵與戰車向德國守軍發動進攻。缺乏保護的法軍步兵傷亡慘重，而戰車也在發揮任何作用前即被德軍轟成了碎片。法軍步兵在猛烈的戰鬥中勉強地擊敗德軍第一條的壕溝守軍，德軍在法軍攻擊後放棄第一線，隨後採取先以退為進方式進行防禦策略，大量佈署便於攜帶的新式MG 08/15機槍遏止。儘管承受龐大的傷亡，曼京率領的幾個法軍師還是取得了一些戰果。然而攻勢在兩週後逐漸減弱，法軍的挺進極為緩慢，到了5月5日佔領了德軍防線向內深入約4公里的地區，隨後法軍發動了最後的攻擊，但經過4天激烈的戰鬥，戰況持呈現僵持，使攻勢行動必須於混亂中暫停。

## 結果

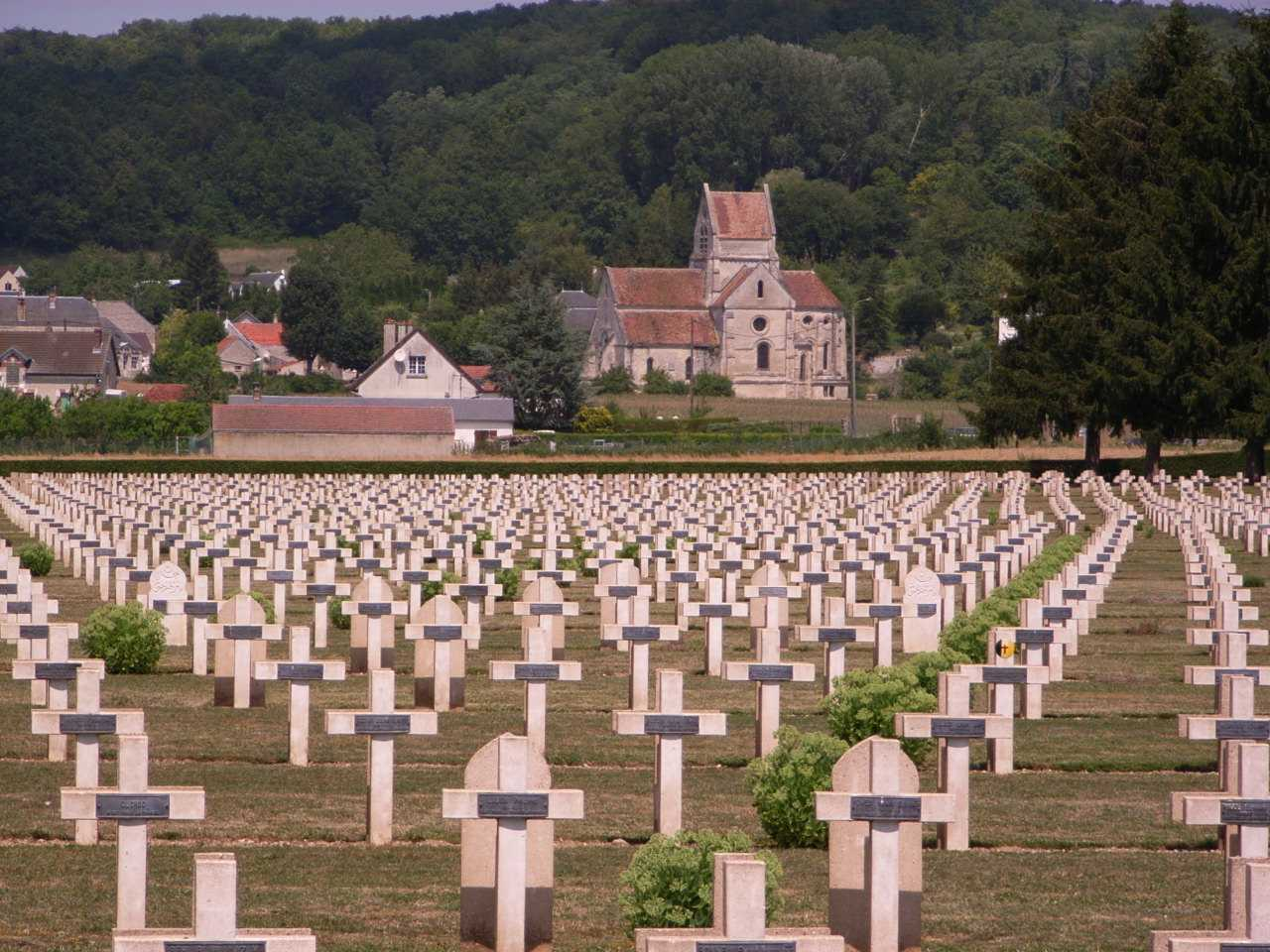
貴婦小徑附近的「嘆息一號」國家公墓

尼維爾攻勢的成果僅因在香檳的戰鬥而佔有面積相當小的地域，與尼維爾當初設想「48小時結束戰爭」的結果相差甚遠。法軍承認已有96,000名人員傷亡，而實際人數應有兩倍之多，僅攻勢頭五天就有120,000人傷亡，法軍的新式戰車施耐德CA1大部分都被德軍火砲擊毀。德軍方面則承認損失了163,000人，其中可以確定的有20,780人被法軍所俘。同一時間，英軍與俄軍也嘗試發動攻勢，將盟軍戰線合而為一，同樣也承受了大量傷亡，英軍共有160,000人傷亡，俄軍則有5,183人。1917年5月9日，尼維爾被撤職。
由於法軍原預計只將有一萬餘人的傷亡人數，導致其醫療支援幾近崩潰。大量的損失也使得前線各地的法國陸軍兵變，長官連士兵一同失蹤，亦發生逃兵，槍殺長官事件，其中一個有名的事件即是法軍第2師抵達戰地後，竟然丟掉武器，於當地喝酒喝到醉，前線法軍如此軍紀混亂的情況，使得這場攻勢嘎然而止。這次攻勢後影響法軍士氣降至最低甚至差點崩潰，被迫以防禦戰術來抵抗德軍，而後法軍再沒有出現大型攻勢，直到百日攻勢。而兵變的士兵被收監甚至槍決，貝當將軍接任尼維爾的職務後，致力改善法軍的褔利才避免士氣崩潰，而法軍後在第二次凡爾登戰役和馬爾梅松戰役擊敗德軍，成功重建法軍的信心。

## 資料來源
1. 1 2  Clodfelter 2008，第427頁.
2. 1 2  Dupuy R.E. & Dupuy T.N. (1993) The Collins Encyclopedia of Military History (4th. edition) Harper Collins, NY: 1654 pp.
3. ↑  Perrett B. (1992) The Battle Book Arms and Armour Press, London: 349 pp. ISBN 1-85409-328-2
4. ↑  Eggenberger D. (1985) An Encyclopedia of Battles (2nd. edition) Dover Publications Inc., NY: 533 pp. ISBN 0-486-24913-1
5. 1 2
6. ↑  Laffin J. (1986) Brassey's Battles: 3,500 Years of Conflict, Campaigns and Wars from A to Z Brassey's, London: 484 pp.
7. ↑  Simkins, Peter; Jukes, Geoffrey & Hickey, Michael, The First World War: The War To End All Wars, Osprey Publishing, ISBN 1-84176-738-7, p. 123
8. ↑  Berton P. (1986) Vimy p.292 ISBN 0-7710-1339-6
9. ↑  Michael Duffy. . 22 August 2009  [2012-07-22]. （原始内容存档于2009-05-23）.
10. 1 2 3  Michael Duffy. . 22 August 2009  [2012-07-22]. （原始内容存档于2012-07-04）.
11. ↑  Laffin J. (1986) Brassey's Battles: 3,500 Years of Conflict, Campaigns and Wars from A to Z Brassey's, London: 484 pp. ISBN 0-08-031185-7
12. ↑  Paschall, Rod. . Da Capo Press. 1994: 49–50.

## 延伸閱讀
- Berton, Pierre. . Toronto: McClelland and Stewart. 1986. ISBN 0-7710-1339-6.
- Clayton, Anthony. . Bond, Brian  (编). . London: Brassey's. 1991. ISBN 0-08-040717-X.
- Clodfelter, M. . Jefferson, North Carolina: McFarland. 2008. ISBN 978-0786433193.
- Evans, Martin M. . Devizes, Wiltshire: Select Editions. 2004. ISBN 1-84193-226-4.